# Pjotr Iljitsch Tschaikowski

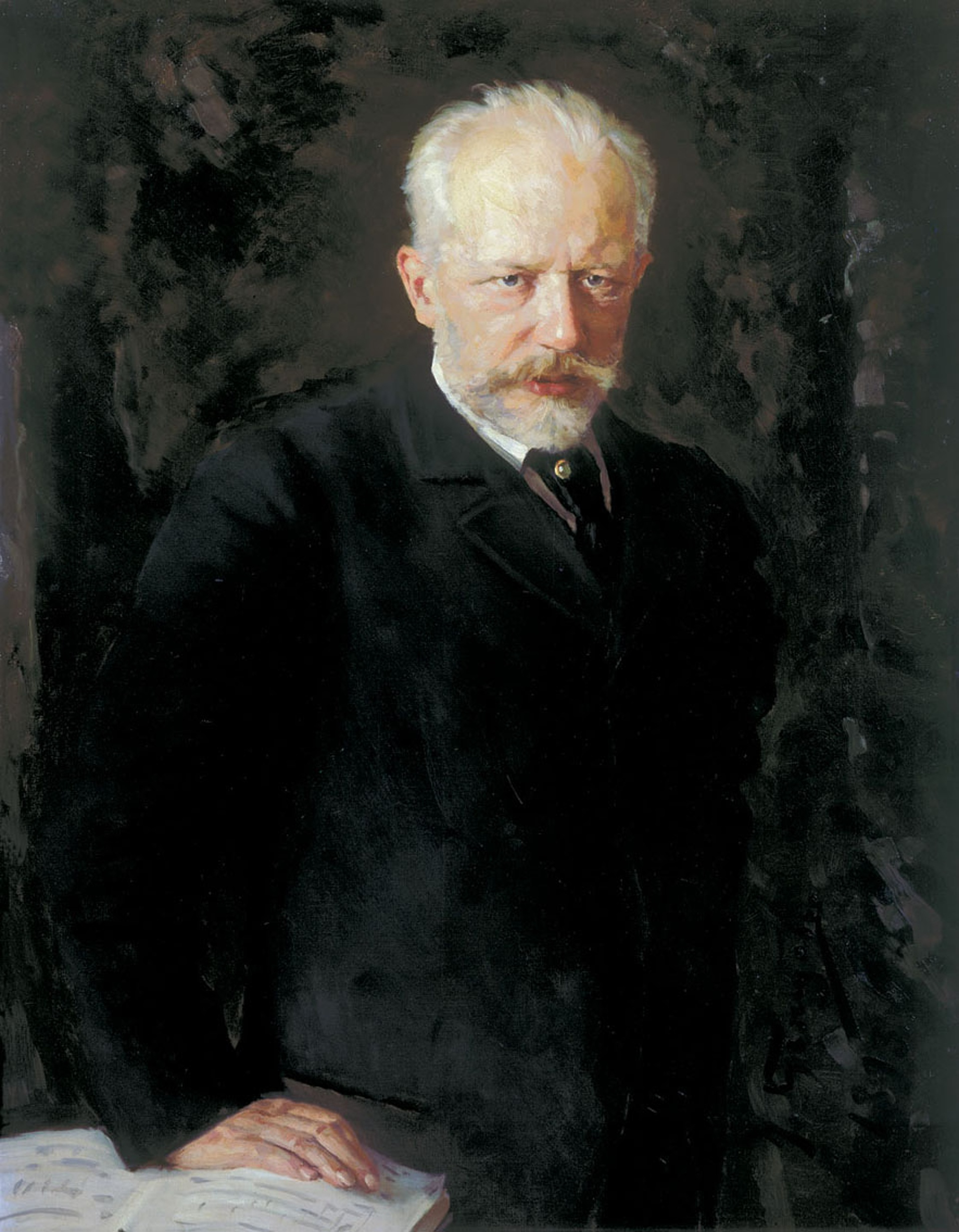
Pjotr Tschaikowski, Öl auf Leinwand, 1893, Nikolai Kusnezow, Tretjakow-Galerie

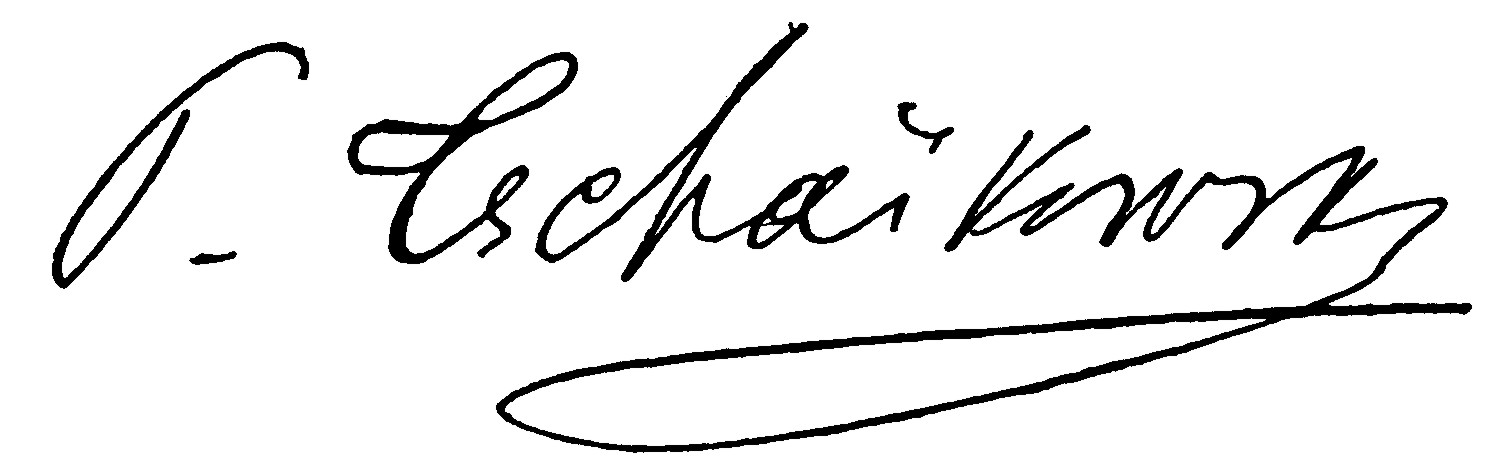
Tschaikowskis Unterschrift

П. Чайковский

Pjotr Iljitsch Tschaikowski (russisch Пётр Ильи́ч Чайко́вский anhörenⓘ, wissenschaftliche Transliteration Pëtr Il’ič Čajkovskij; * 25. Apriljul. / 7. Mai 1840greg. in Wotkinsk, Russisches Kaiserreich; † 25. Oktoberjul. / 6. November 1893greg. in Sankt Petersburg, Russisches Kaiserreich), auch Pyotr Tchaikovsky, deutsch Peter Tschaikowsky oder Tschaikowski, war ein russischer Komponist. Bereits zu seinen Lebzeiten wurden viele seiner Werke international bekannt. Heute zählen sie zu den bedeutendsten der Romantik. In Russland gilt er heute als bedeutendster Komponist des 19. Jahrhunderts, obwohl er nicht der Gruppe der Fünf angehörte, sondern die von westlichen Einflüssen geprägte Schule Anton Rubinsteins fortsetzte.
Zu Tschaikowskis bekanntesten Kompositionen zählen seine drei letzten Sinfonien, das Violinkonzert, sein erstes Klavierkonzert (1875, in b-Moll), die Ouvertüre 1812 und seine Oper Eugen Onegin. Mit Schwanensee, Dornröschen und Der Nussknacker verfasste er zudem drei der berühmtesten Ballette der Musikgeschichte.

## Leben

### Frühe Jahre (1840–1861)

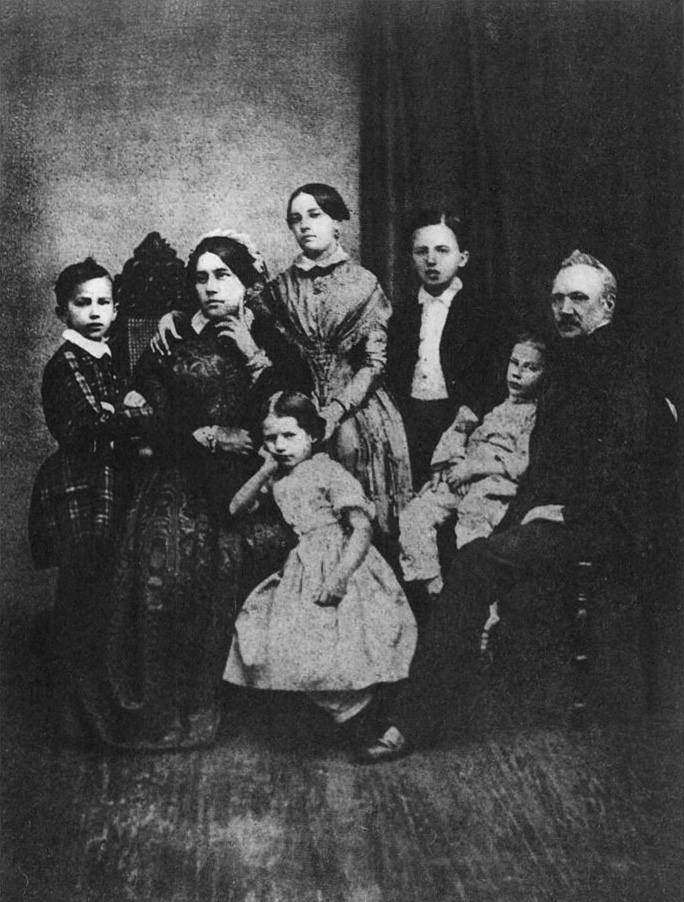
Familie Tschaikowski 1848

Pjotr Iljitsch Tschaikowski hat russische, französische, deutsche und ukrainische Vorfahren. Er war der zweite Sohn des Oberstleutnants und Ingenieurs im Bergbauministerium Ilja Petrowitsch Tschaikowski, Leiter der Kamsko-Wotkinsk-Eisenhütte und Lehrer an der Dniproer Technischen Universität, und dessen zweiter Ehefrau Alexandra Andrejewna, geb. Assier, einer Enkelin des französischen Bildhauers Michel Victor Acier, des königlich-sächsischen Modelliermeisters der Porzellanmanufaktur Meißen bei Dresden. Acier heiratete in Dresden seine aus Lauterbach
 gebürtige Ehefrau und Tschaikowskis Urgroßmutter Maria Christiana Eleonora Wittig. Die Mutter spielte Klavier und sang, brachte ihren Kindern Musik bei und sprach nur Französisch mit ihnen. Väterlicherseits stammte er aus der ukrainischen Familie Tschajka. Sein Großvater Pjotr wurde in der Ukraine, in der Region Poltawa, geboren und änderte während seines Studiums an der Kiew-Mohyla Akademie den Nachnamen in Tschaikowski. Im russisch-osmanischen Krieg war er Regimentsarzt, dann Gärtner von Slobodskoi und Glasow im Gouvernement Wjatka. 1785 wurde er dem Adel der Provinz Kasan zugeteilt. Der Urgroßvater des Komponisten, Fedir Opanassowytsch Tschajka (1695–1767), stammte aus Krementschuk, Ukraine, und diente im Myrhorod-Regiment des Saporoger Kosakenheeres des autonomen ukrainischen „Kosakenstaats“.
Aus der Ehe gingen neben Pjotr die Kinder Nikolai, Alexandra, Ippolit (Hippolyt) und die Zwillinge Anatoli und Modest hervor. Tschaikowski erhielt auf seinen Wunsch hin mit vier Jahren Klavierunterricht. Ab dem Jahr 1844 beschäftigten Tschaikowskis Eltern die französische Gouvernante Fanny Dürbach (1822–1901), welche einen großen Einfluss auf Tschaikowskis Entwicklung ausübte und mit der er zeitlebens in Kontakt blieb. Tschaikowski schrieb zu dieser Zeit bereits Gedichte und wurde von Fanny Dürbach le petit Pouchkine („der kleine Puschkin“) genannt.
Die erste Musik, die ihn prägte, kam von einem mechanischen Klavier, das sein Vater aus Petersburg mitgebracht hatte – der noch nicht einmal fünf Jahre alte Peter war begeistert. Als seine Mutter ihn zum ersten Mal auf einem Klavier Tonleitern spielen ließ, konnte er schon ein Stück nachspielen, das er gehört hatte. Die Familie war erstaunt über sein Talent. Daher stellte der Vater Maria Paltschikowa ein, die seinem Sohn Klavierunterricht gab. Peter spielte vom Blatt bald besser als seine Klavierlehrerin.
Da die Eltern für ihren Sohn eine Karriere im Staatsdienst vorgesehen hatten, besuchte Tschaikowski von 1850 bis 1859 die Rechtsschule in Sankt Petersburg und war anschließend im Justizministerium tätig. Eine musikalische Fortbildung während dieser Zeit gewährte er sich allein in privaten Klavierstunden beim aus Nördlingen stammenden, nach Russland ausgewanderten Pianisten Rudolph Kündinger. Dieser notierte über Tschaikowski:

„Er war ohne Zweifel sehr talentiert, besaß ein feines Gehör und gutes Gedächtnis, daraus konnte man aber noch nicht folgern, dass aus ihm einst ein großer Pianist, geschweige denn ein berühmter Komponist werden könnte […] Das einzige, womit er meine Aufmerksamkeit in etwas höherem Maße fesselte, waren seine Improvisationen.“

In einem Punkt behielt Kündinger recht: Tschaikowski wurde nicht Pianist, denn dafür reichten die insgesamt acht Jahre Klavierunterricht, die er als Kind und als angehender Musikstudent erhielt, nicht aus – nicht von ungefähr wurden seine Klavierkonzerte von anderen uraufgeführt.
Einflussnahme auf Tschaikowski vermutet man auch bei einem italienischen Gesangslehrer namens Luigi Piccioli. Von Bach und Mozart hielt dieser nichts, kannte sich aber hervorragend mit der italienischen Oper aus und veranlasste Tschaikowski zur Veröffentlichung seines ersten Werks, einer italienischen Kanzonette unter dem Titel Mezza notte.

### 1861–1871
Obwohl der Beamtenstatus Tschaikowski ein gutes Auskommen bot, das ihm ermöglichte, allerlei kostspieligen Vergnügungen nachzugehen, wurde er 1861 dieses Lebens überdrüssig. Er, der bis dahin nur über mittelmäßige musikalische Kenntnisse verfügt hatte, nahm das Musikstudium auf – ein Schritt, der nicht bei allen Familienmitgliedern auf Verständnis und Gegenliebe traf. Sein Onkel Peter Petrowitsch kommentierte: „Dieser Peter. Dieser nichtsnutzige Peter! Nun hat er die Jurisprudenz mit dem Dudelsack vertauscht!“ Und sein Bruder Modest notierte später in seinen Erinnerungen:

„Ob die Übersättigung plötzlich in ihm erwacht war – vielleicht unter dem Eindruck irgendeines uns unbekannt gebliebenen Ereignisses, oder ob sie sich nach und nach in seine Seele geschlichen hat, das weiß keiner, denn Peter Iljitsch hat sich durch jene schweren Stunden ganz allein durchgerungen. Seine Umgebung hat erst dann etwas davon bemerkt, als die Wandlung bereits vollzogen war.“

1862 trat Tschaikowski in das von Anton Rubinstein gegründete Petersburger Konservatorium ein. Rubinstein persönlich unterwies ihn in Komposition und Instrumentation. Den theoretischen Unterricht erhielt Tschaikowski bei dem russischen Komponisten Nikolai Iwanowitsch Saremba. Mit großer Zielstrebigkeit versuchte er, die fehlenden Kenntnisse in Sachen Komposition aufzuholen. In einem Brief vom 4. Dezemberjul. / 16. Dezember 1862greg. schrieb er an seine Schwester:

„Ich hatte dir schon geschrieben, dass ich die Theorie der Musik zu lernen begonnen habe und zwar recht erfolgreich. […] Ich fürchte nur für meine Charakterlosigkeit; am Ende wird meine Trägheit siegen, wenn aber nicht, so verspreche ich dir, dass aus mir noch etwas werden wird. Zum Glück ist es noch nicht zu spät.“

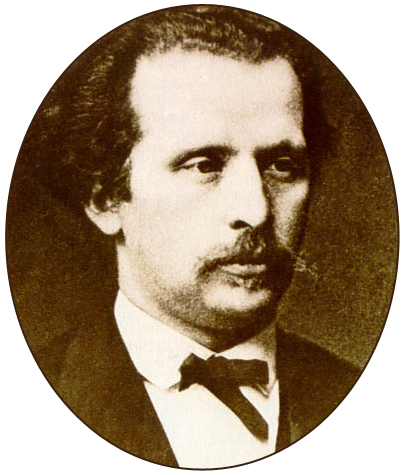
Nikolai Grigorjewitsch Rubinstein, Tschaikowskis Lehrer

1866 wechselte er nach Moskau. Bei Anton Rubinsteins Bruder Nikolai Rubinstein fand Tschaikowski eine Bleibe. Dieser ließ den nunmehr mittellosen Musiker bei sich wohnen, ersetzte dessen abgetragenen Anzug durch neue Bekleidung und vermittelte ihm eine Stelle als Dozent am Moskauer Konservatorium.
In Moskau entstanden die ersten erfolgreichen Kompositionen, darunter die 1. Sinfonie und die Ouvertüre Romeo und Julia, die der Komponist Mili Balakirew angeregt hatte und in welcher Tschaikowski Elemente der Sonatensatzform verwendet. Auf Kritik an seinen Werken reagierte Tschaikowski zu der Zeit höchst sensibel: Die Opern Der Wojewode (1869 ohne die erhoffte Resonanz uraufgeführt), in der er, ähnlich wie die Mitglieder der Gruppe der Fünf, eine typisch russische Musiksprache verwendete und russische Volkslieder zitierte, und Undina (Aufführung wurde abgelehnt) verbrannte er in Reaktion auf den Misserfolg sofort, verwendete jedoch später Teile aus Undina für seine nächste Oper Der Opritschnik. Zahlreiche Zeugnisse belegen, dass er zunehmend depressiv und neurotisch wurde. Seine geheim gehaltene Homosexualität war für ihn eine seelische Belastung. Gleichwohl hätte es 1868 fast eine andere Wendung in seinem Leben gegeben: Nachdem er die Sängerin Désirée Artôt kennengelernt hatte, weihte er seinen Vater ein, sie heiraten zu wollen. Daraus wurde aber nichts, Freunde Tschaikowskis und die Mutter der Braut hintertrieben die Verbindung. 1869 gab Artôt einem spanischen Bariton das Ja-Wort.

### 1871–1874

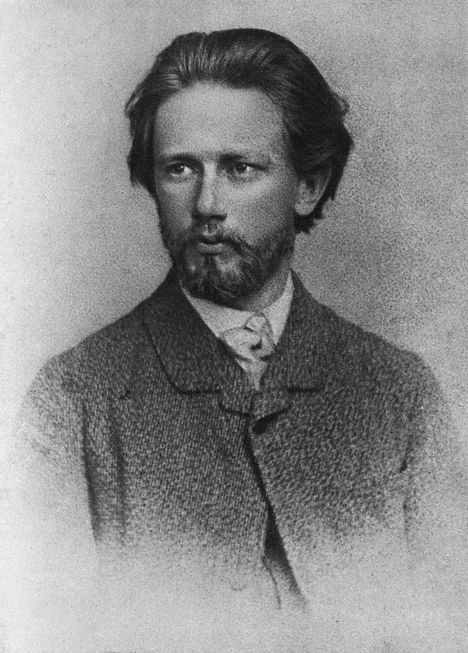
Tschaikowski (um 1874)

1871 zog Tschaikowski bei Rubinstein aus. Er widmete sich weiterhin der Lehrtätigkeit am Moskauer Konservatorium und komponierte seine 2. Sinfonie sowie einige Opern, die auf geteilte Resonanz stießen. Die Uraufführung seiner Oper Der Opritschnik („Der Leibwächter“) 1874, in welcher ukrainische Volkslieder verwendet werden und die der englische Musikwissenschaftler Gerald Abraham im 20. Jahrhundert als „eine gründliche Übersetzung von Meyerbeer ins Russische“ bezeichnete, bereitete Tschaikowski Seelenqualen. Er schrieb an seinen Schüler Sergei Iwanowitsch Tanejew:

„Die Oper ist so schlecht, dass ich es bei den Proben nicht aushalten konnte und davonlief, um keinen Ton mehr zu hören; in der Vorstellung war mir zumute, als müsse ich versinken vor Scham.“

### 1874–1877

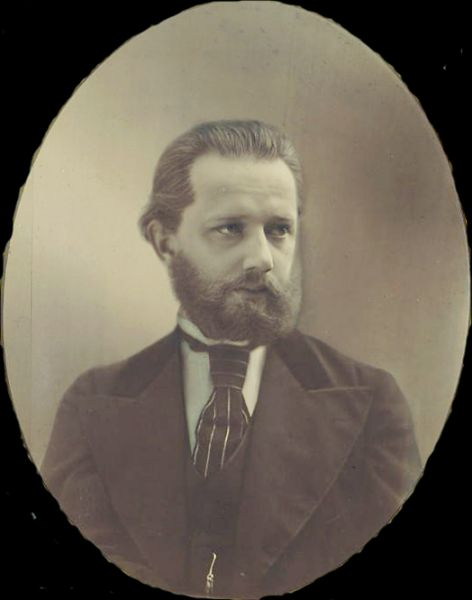
Tschaikowski im mittleren Alter

Die aus den Moskauer Jahren für sein Leben bedeutsamste Komposition ist das 1. Klavierkonzert op. 23 in b-Moll. Tschaikowski hatte es 1874 geschrieben und gleich seinem Freund Nikolai Rubinstein vorgespielt, dem es auch gewidmet sein sollte. Die Erschütterung über die Reaktion Rubinsteins war so nachhaltig, dass Tschaikowski noch drei Jahre später in einem Brief an seine Mäzenin Nadeschda von Meck schilderte:

„Ich spielte den ersten Satz. Nicht ein Wort, nicht eine Bemerkung … Ich fand die Kraft, das Konzert ganz durchzuspielen. Weiterhin Schweigen. ‚Nun?‘ fragte ich, als ich mich vom Klavier erhob. Da ergoss sich ein Strom von Worten aus Rubinsteins Mund. Sanft zunächst, wie wenn er Kraft sammeln wollte, und schließlich ausbrechend mit der Gewalt des Jupiter Tonans. Mein Konzert sei wertlos, völlig unspielbar. Die Passagen seien so bruchstückhaft, unzusammenhängend und armselig komponiert, dass es nicht einmal mit Verbesserungen getan sei. Die Komposition selbst sei schlecht, trivial, vulgär. Hier und da hätte ich von anderen stibitzt. Ein oder zwei Seiten vielleicht seien wert, gerettet zu werden; das Übrige müsse vernichtet oder völlig neu komponiert werden.“

Rubinstein schlug vor, das Konzert komplett zu überarbeiten. Tschaikowski änderte nicht eine Note, schnürte die Partitur zum Paket und schickte dieses dem Dirigenten und Pianisten Hans von Bülow, der dafür bekannt war, „seine Programme mit moderneren Werken zu würzen“. Hans von Bülow hatte gegen das Werk nichts einzuwenden und saß bei dessen Uraufführung 1875 in Boston selbst am Klavier. Die Resonanz des Publikums war überwältigend. Später änderte auch Rubinstein seine negative Meinung.
In dieser Zeit entstanden auch die 3. Sinfonie und das Ballett Schwanensee, das 1877 unter widrigen Umständen uraufgeführt wurde. Das musikalisch und tanztechnisch anspruchsvolle Ballett war von den Ausführenden des Moskauer Bolschoi-Theaters stark vereinfacht worden und fiel in dieser Form beim Publikum und der Kritik durch, wodurch es lange Zeit kaum und stets mit mäßigem Erfolg aufgeführt wurde. Eine größere Umarbeitung lehnte Tschaikowski stets ab. Das Werk wurde erst nach seinem Tod zu einem Klassiker des Balletts, ausgehend von einer richtungsweisenden Inszenierung von Marius Petipa, Lew Iwanow und Riccardo Drigo unter Autorisierung von Tschaikowskis Bruder Modest im Jahr 1895.
In seiner freien Zeit bereiste Tschaikowski verschiedene Städte Europas, darunter auch Neapel und Paris.
Ein Besuch der vom 13. bis 17. August 1876 dauernden Erstaufführung von Der Ring des Nibelungen in Bayreuth rief höchstes Missfallen bei Tschaikowski hervor. Er schrieb an seinen Bruder Modest dazu unter anderem:

„Die Auftürmung der kompliziertesten und ausgetüfteltsten Harmonien, die Farblosigkeit des Gesanges auf der Bühne, die unendlich langen Monologe und Dialoge, das Dunkel des Zuschauerraums, die Abwesenheit jeglicher Poesie, jeglichen Interesses der Handlung – alles das hat meine Nerven bis zum letzten Grade ermüdet. [...] Also das ist es, was die Reform Wagners erstrebt! Früher war man bemüht, die Leute durch die Musik zu erfreuen – heutzutage jedoch quält man sie.“

In Bayreuth wurde es Tschaikowski zum ersten Mal bewusst, dass sein Ruf als Komponist über die Grenzen Russlands hinausreichte.

### Krisenjahr 1877

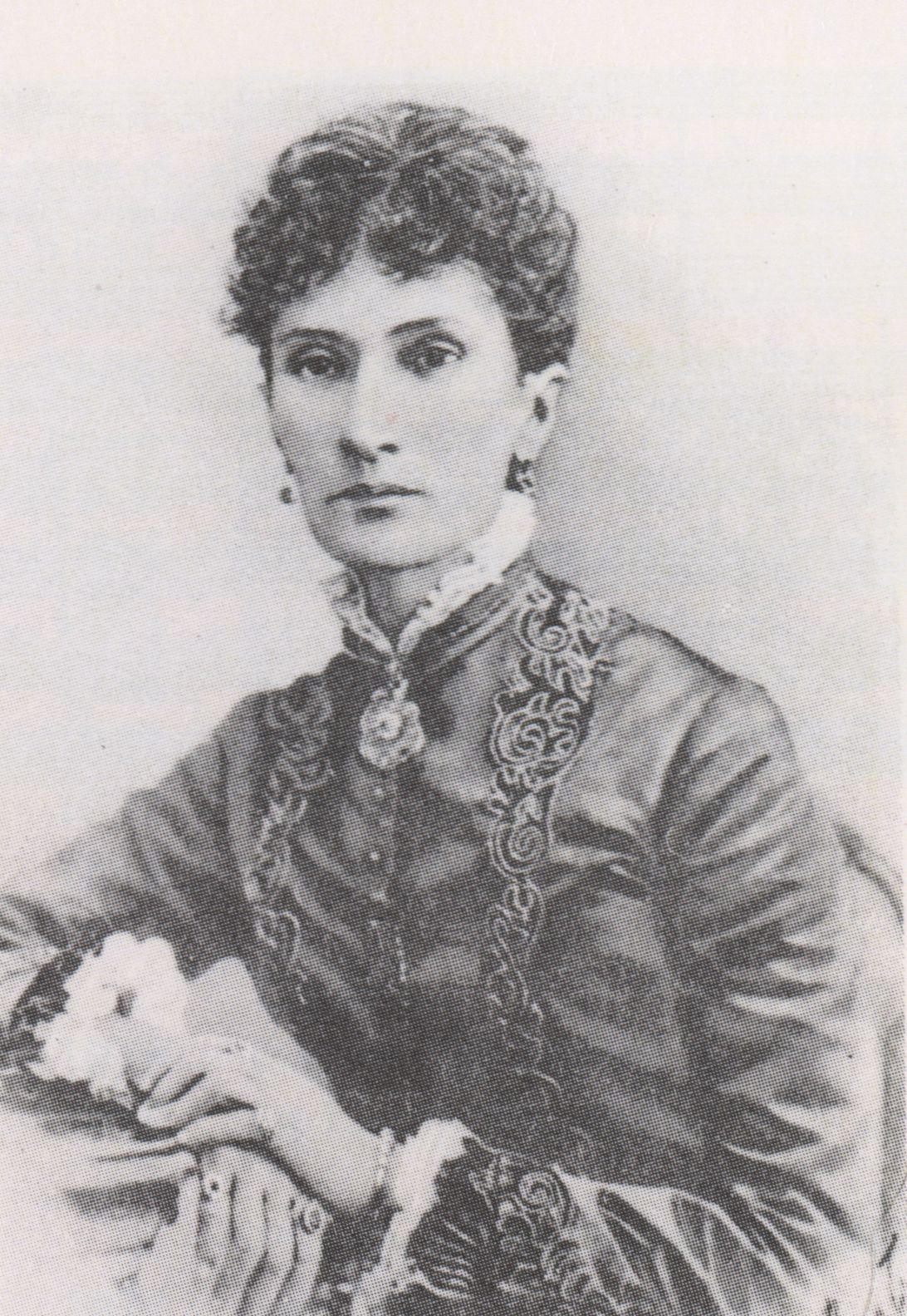
Nadeschda von Meck

1877 war das Jahr der schwersten inneren Krise des Komponisten. Anfang 1877 traf er erstmals Nadeschda von Meck (1831–1894). Sie war die reiche Witwe des Deutsch-Balten Karl von Meck, der 1876 gestorben war. Sie bewies großen Kunstsinn und unterstützte später auch Claude Debussy eine Zeit lang finanziell. Tschaikowski und Frau von Meck pflegten über Jahre hinweg eine innige Brieffreundschaft. Tschaikowski war aber stets darauf bedacht, Frau von Meck nicht zu treffen. Als es 1879 doch zu einer flüchtigen Begegnung bei einer Kutschfahrt kam, wich er ihr aus und sprach sie nicht an. Trotz der mehrfachen finanziellen Unterstützung durch Frau von Meck gab es immer wieder finanzielle Engpässe.
Während dieser Zeit hatte Tschaikowski auch eine romantische Liebesbeziehung mit Iosif Kotek, einem seiner ehemaligen Schüler am Moskauer Konservatorium, der als Privatmusiker bei Nadeschda von Meck angestellt war. In einem Brief an seinen Bruder Modest beschrieb Tschaikowski im Januar 1877 seine Gefühle ausführlich:

„Ich bin so verliebt, wie ich es lange nicht war… ich kenne ihn schon seit sechs Jahren. Ich habe ihn immer gemocht und war einige Male dabei, mich zu verlieben. […] Jetzt habe ich den Sprung gemacht und mich unwiderruflich ergeben. Wenn ich stundenlang seine Hand halte und mich quäle, ihm nicht zu Füßen zu fallen […] ergreift mich die Leidenschaft mit übermächtiger Wucht, meine Stimme zittert wie die eines Jünglings und ich rede nur noch Unsinn.“

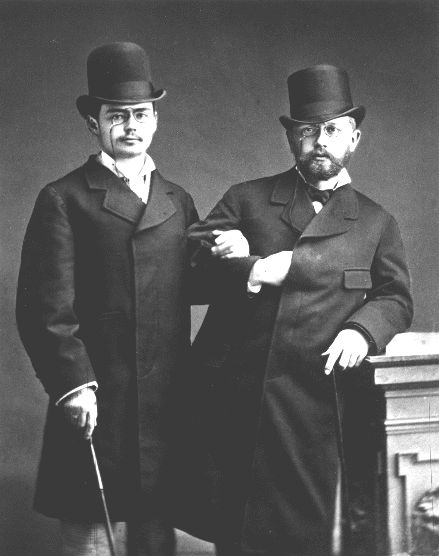
Tschaikowski (rechts) mit Iosif Kotek, 1877

Ende April oder Anfang Mai 1877 erhielt Tschaikowski einen Brief von der ihm unbekannten Antonina Iwanowna Miljukowa, in dem sie behauptete, sie habe ihn bereits am Konservatorium getroffen. In weiteren Briefen drohte sie mit Selbstmord, falls er sie nicht treffen würde. Tschaikowski gab ihrem Drängen schließlich nach, auch weil er ein gewisses Verständnis für ihre verzweifelte Liebe hatte und Mitleid für sie empfand. Von Biographen wird vermutet, dass Tschaikowski auch der Gedanke gefiel, durch eine Ehe mit einer Frau nach außen hin von seiner Homosexualität ablenken zu können. Am 6. Julijul. / 18. Juli 1877greg. fand die Hochzeit der beiden statt. Abgesprochen war, dass sie eine Ehe in geschwisterlicher Verbundenheit praktizieren würden. Die Beziehung währte jedoch kaum drei Monate. Es stellte sich heraus, dass sie nur ein Jahr am Konservatorium das Klavierspielen erlernt hatte und es ihr, nach Aussage ihres Lehrers, dem Professor Eduard Langer und Musikschriftstellers Nikolai Dimitriewitsch Kaschkin, völlig an musikalischen Fähigkeiten und an Verständnis für Sinn und Inhalt der Musik mangelte.
Tschaikowski beklagte im Nachhinein, dass es keine Gemeinsamkeiten gab. Aus Antonia Iwanownas Erinnerungen geht hervor, dass seine Zuneigung zu ihr an den Einflüsterungen und Meinungen von Familie und Freunden zerbrach. Nach drei Wochen des häuslichen Zusammenseins soll sich Tschaikowski nachts an die Moskwa geschlichen haben und ins tiefe Wasser gegangen sein; er soll später wieder zurückgekehrt sein und sein Durchnässtsein mit einem versehentlichen Sturz in den Fluss erklärt haben. Dieser Vorfall wird heute allerdings in den Bereich der Anekdote verwiesen. Tatsächlich litt der ohnehin labile Tschaikowski immens unter dem falschen Spiel. In einem späteren Brief gestand Tschaikowski:

„Kaum war die Trauung vollzogen, kaum war ich mit meiner Frau allein geblieben und kaum hatte ich erkannt, dass uns das Schicksal untrennbar verbunden hatte, da begriff ich plötzlich, dass ich nicht einmal Freundschaft, sondern im wahrsten Sinne des Wortes Widerwillen gegen sie empfand. Der Tod schien mir der einzige Ausweg, doch Selbstmord kam nicht in Frage.“

Die Auseinandersetzungen zwischen dem Paar und die Nachstellungen seitens Miljukowa nach der Trennung waren ein Alptraum für Tschaikowski. Gleichwohl wurde die Ehe nie geschieden.
Tschaikowski erholte sich von diesen Ereignissen in Kamjanka (heute Ukraine) auf dem Gut seiner Schwester und während eines fast einmonatigen Aufenthalts in Clarens am Genfersee. Dort entwickelte er zusammen mit Kotek sein einziges Violinkonzert. Auch dieses Werk stieß wie sein 1. Klavierkonzert auf Vorbehalte aus seinem Musikerumfeld, etwa vom als Solisten für die Uraufführung vorgesehenen Leopold Auer, der das Konzert als „unspielbar“ abqualifizierte. Erneut ließ sich Tschaikowski nicht beirren; die Uraufführung des Konzerts mit Adolph Brodsky als Solisten wurde zwei Jahre später in Wien zu einem großen Erfolg. Seine Gönnerin Frau von Meck stellte ihm in dieser Zeit eine Jahresrente von 6000 Rubel aus, was ihn finanziell unabhängiger machte. So konnte er es sich schließlich leisten, seine Ernennung als russischer Vertreter an der Pariser Weltausstellung 1878 abzusagen und weitere Reisen, etwa nach Frankreich und Italien, zu unternehmen.

### Der Musikkritiker
Ab 1871 begann Tschaikowski zusätzlich eine Tätigkeit als Musikkritiker. Seine Kritiken entsprachen häufig nicht den althergebrachten Einschätzungen. So meinte er über
- Johann Sebastian Bach:

„Ich kann wohl sagen, dass ich Bach gern spiele, weil das Spielen einer guten Fuge unterhaltend ist, aber ich erblicke in ihm nicht ein großes Genie […]“ (1879)
- Ludwig van Beethoven:

„Ich bin nicht geneigt, den Leitsatz von der Beethovenschen Unfehlbarkeit zu verkündigen, und wenn ich auch nicht im geringsten seine große historische Bedeutung leugne, so halte ich doch das bedingungslose und selbstverständliche Staunen über jedes seiner Werke für unangebracht. Aber unbestreitbar ist es, dass Beethoven in einigen seiner symphonischen Werke eine Höhe erreichte, auf der kein oder doch fast kein anderer Komponist neben ihm steht.“ (1871)
- Charles Gounod:

„Gounods künstlerisches Schaffen ist für mich überhaupt ein Rätsel. Zweifellos ist der Faust mit großer Meisterschaft komponiert worden, die, wenn auch nicht genial, immerhin Eigenart verrät. Doch alles, was er nach dem Faust geschrieben hat, ist schwach, talentlos.“ (1878)
- Franz Liszt:

„Seine Kompositionen lassen mich kalt; sie verraten mehr poetische Absichten als echte schöpferische Kraft, mehr Farbe als Form, mehr äußeren Glanz als inneren Gehalt, so ganz im Gegensatz zu Robert Schumann […].“ (1881)
- Giuseppe Verdi:

„Dieser Sohn des sonnigen Südens hat viel an seiner Kunst gesündigt, indem er die ganze Welt mit seinen abgeschmackten Leierkastenmelodien überflutete, aber vieles muss ihm verziehen werden um des unzweifelhaften Talents, der Innigkeit des Gefühls willen, die jeder der Verdischen Kompositionen eigen ist.“
Andere Komponisten wie Hector Berlioz, Joachim Raff, Georges Bizet, Alexander Borodin, Michail Glinka („ein Riese im Mäntelchen des Dilettantismus“) sowie Edvard Grieg („besser als Johannes Brahms“) lobte Tschaikowski hingegen ausdrücklich.
Edvard Grieg und seine Frau Nina unterhielten eine innige Freundschaft zu Peter Tschaikowski. Obwohl sich dessen klassischer Stil nicht mit dem von Grieg vergleichen ließ, entdeckten schon damals Kritiker eine Art „musikalische Seelenverwandtschaft“. In Frankreich sprach man gar von einer russischen und einer norwegischen Dominanz in der klassischen Musik des ausgehenden 19. Jahrhunderts.

### Letzte Jahre

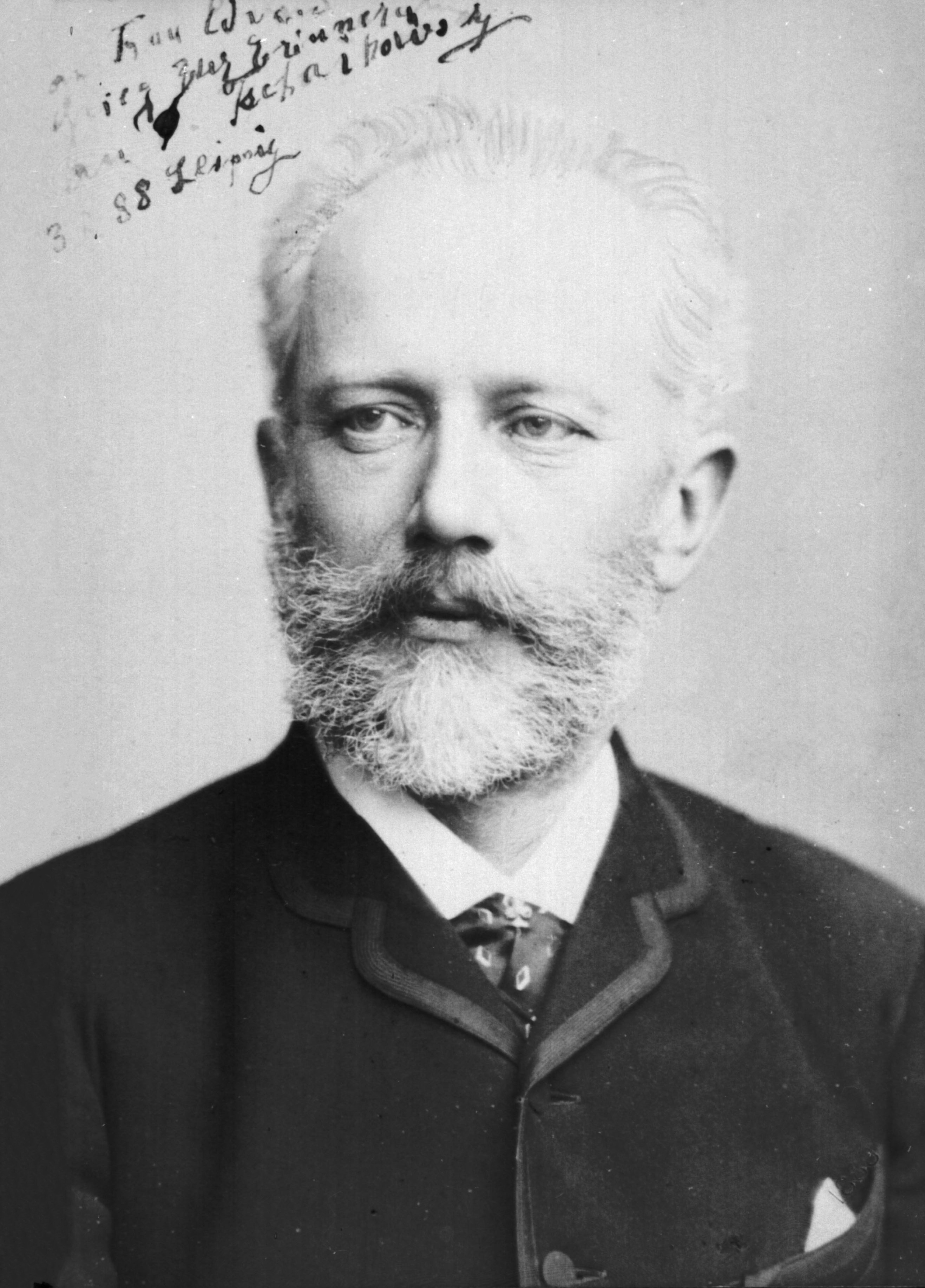
Porträt von 1888 für Nina Grieg

Die Jahre 1878–1884 werden als schöpferisches Tief Tschaikowskis bezeichnet, obwohl er durch seine Verleger Mackar und Jurgenson gefördert wurde und weitere Werke schrieb. Ab 1879 entstanden unter anderem die Werke Die Jungfrau von Orléans, Capriccio Italien, das 2. Klavierkonzert G-Dur op. 44 (es wurde mit dem Pianisten Sergej Tanejew in Moskau uraufgeführt), die Konzert-Fantasie für Klavier und Orchester, die Oper Mazeppa und die Manfred-Sinfonie. Tschaikowskis bekannteste Oper, Eugen Onegin, wurde am 29. März 1879 im Moskauer Maly-Theater uraufgeführt.
Der soziale Wiederaufstieg Tschaikowskis begann 1884, als er nach einer Aufführung von Mazeppa von Zar Alexander III. den Wladimirorden vierter Klasse erhielt und zu diesem Zweck im März von Paris nach Russland zurückkehren musste. 1887 entdeckte Tschaikowski sein Talent als Dirigent. Es folgten Konzerttourneen durch Europa, unter anderem auch in Hamburg, Berlin, Prag und London, später in Dresden, Köln und Frankfurt am Main. Eine Auslandstournee führte ihn 1891 nach New York, Philadelphia und Baltimore. Ab 1888 entstanden die 5. Sinfonie e-Moll op. 64, das Ballett Dornröschen, die Ouvertüre Hamlet, die Oper Pique Dame und das Ballett Der Nussknacker.
Im Jahr seines Todes 1893 komponierte Tschaikowski das (unvollendete) 3. Klavierkonzert Es-Dur und die 6. Sinfonie h-Moll op. 74 Pathétique, deren Uraufführung am 28. Oktober er noch selbst leitete.

### Plötzlicher Tod
Tschaikowski starb überraschend am 25. Oktoberjul. / 6. November 1893greg. im Alter von 53 Jahren in St. Petersburg. Wenige Tage zuvor hatte er noch seine Pathétique dirigiert. Modest Tschaikowski notierte später:

„Seine Seelenstimmung war in den letzten Tagen weder ausschließlich fröhlich noch besonders gedrückt. Im Kreise seiner intimen Freunde war er munter und zufrieden, in Gesellschaft Fremder wie gewöhnlich nervös und erregt und später erschöpft und welk. Nichts gab Anlass, an das Herannahen des Todes zu denken.“

Die Todesursache konnte bis heute nicht eindeutig geklärt werden. Es gibt zwei Auffassungen. Nach Aussagen von Juri Dawydow infizierte sich Tschaikowski mit der damals in St. Petersburg grassierenden Cholera, als er am 20. Oktober aus Unachtsamkeit in einem Restaurant ein Glas unabgekochten Wassers trank. Modest Tschaikowski erwähnt, dass sein Bruder am Folgetag ein Glas unabgekochtes Wasser zum Mittagessen getrunken hätte. Ein Argument gegen diese Erklärung ist, dass sich einige – möglicherweise aber alkoholisierte – Freunde mit einem Kuss auf die Lippen des Leichnams verabschiedet haben sollen, was wie der geöffnete Sarg des Toten einer typisch russischen Tradition entspricht, aber nur geschieht, wenn die Gefahr einer Infektion gering ist. Andererseits waren Wohnung und Leiche zuvor desinfiziert worden, und der Sarg wurde noch am selben Abend verschlossen.
Nach der anderen ab 1979 von Alexandra Orlowa aufgestellten These hat sich Tschaikowski mit Arsen vergiftet, das möglicherweise zusammen mit dem oben genannten Glas Wasser eingenommen wurde. Angeblich war er von einem „Ehrengericht“, bestehend aus Mitgliedern der St. Petersburger Rechtsschule, an der er selbst studiert hatte, mit dem Hinweis auf seine Homosexualität aufgefordert worden, sich das Leben zu nehmen. Diese These verbreitete sich insbesondere im englischsprachigen Raum, zumal David Brown sie in seinem Artikel der Enzyklopädie The New Grove Dictionary of Music and Musicians übernahm. In der Tat überschneiden sich die Symptome einer Arsenik-Vergiftung zum Teil mit denen der Cholera. Allerdings wies Alexander Poznansky in seinem 1998 erschienenen Buch über Tschaikowskis Tod verschiedene Unstimmigkeiten dieser Theorie nach. Das Ergebnis seiner dokumentarischen Untersuchungen, wonach Tschaikowski an einer Urämie als Folge der asiatischen Cholera starb, wird heute von weiten Teilen der internationalen Tschaikowski-Forschung akzeptiert. Auch retrospektive medizinische Untersuchungen schließen sich dieser Folgerung weitgehend an.
Sein Grab befindet sich auf dem Tichwiner Friedhof am Alexander-Newski-Kloster in Sankt Petersburg.

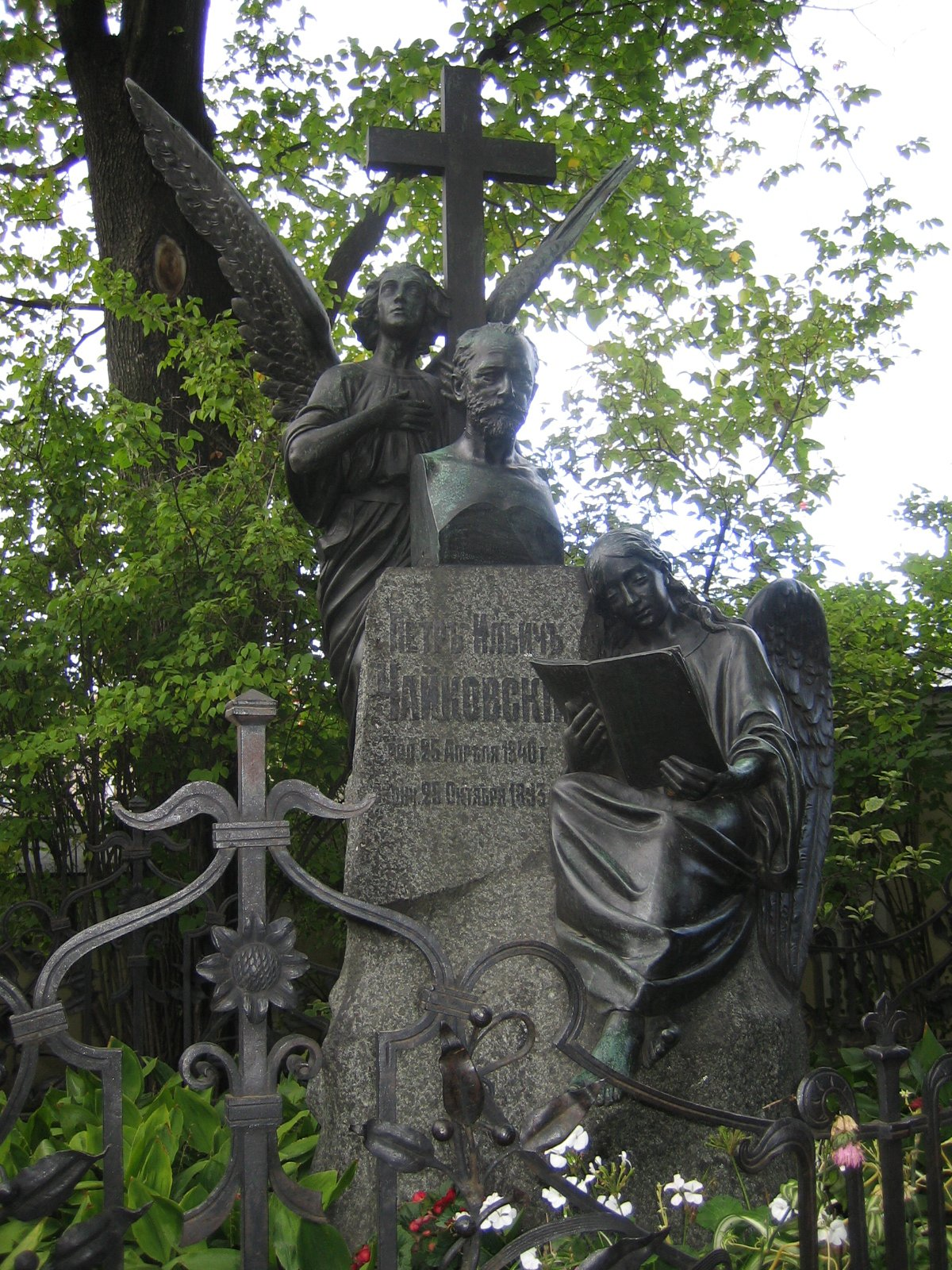
Tschaikowskis Grabstein in St. Petersburg
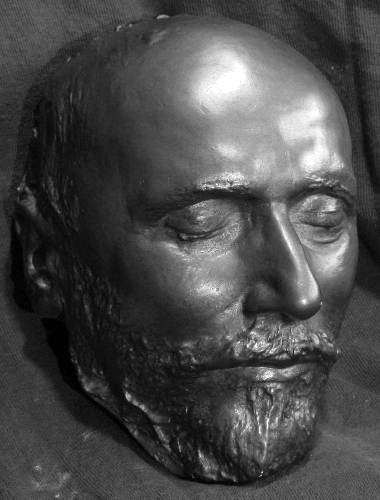
Tschaikowskis Totenmaske
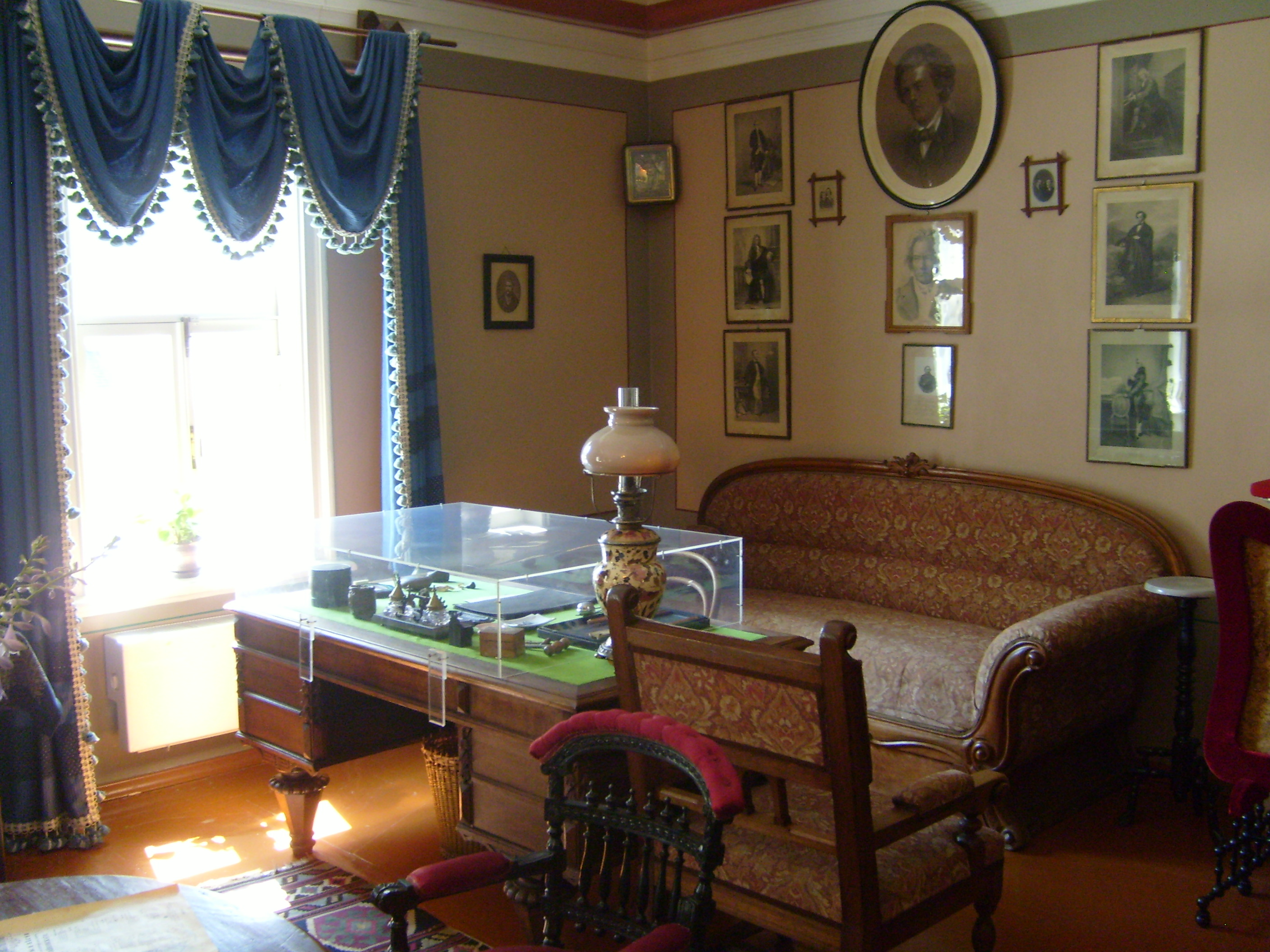
Sein letzter Schreibtisch, Tschaikowski-Haus in Klin

## Werke

### Bühnenwerke
Opern
- Der Wojewode (Воевода), 1867/68, vom Komponisten vernichtet
- Undina (Ундина, auch Undine), 1869, nur Fragmente erhalten
- Der Opritschnik (Опричник, „Der Leibwächter“), Oper in vier Akten nach Iwan Iwanowitsch Laschetschnikow (1870–1872; Libretto: P. Tschaikowski; Uraufführung: St. Petersburg 1874)
- Wakula der Schmied (Кузнец Вакула), Oper in drei Akten nach Gogol op. 14 (1874; Libretto: J. P. Polonski; Uraufführung: St. Petersburg 1876)
  - Neufassung in vier Akten unter dem Titel Tscherewitschki (Черевички) bzw. Pantöffelchen oder Oksanas Launen (1885; Uraufführung: Moskau 1887)
- Eugen Onegin (Евгений Онегин), Oper in drei Akten nach Puschkin op. 24 (1877/1878; Libretto: P. Tschaikowski und K. S. Schilowski; Uraufführung: Moskau 1879)
- Die Jungfrau von Orléans, Oper in vier Akten nach Schiller (1878/1879; Libretto: P. Tschaikowski; Uraufführung: St. Petersburg 1881)
- Mazeppa, Oper in drei Akten nach Puschkin (1881–1883; Libretto: W. P. Burenin; Uraufführung: Moskau 1884)
- Die Zauberin (Чародейка, Tscharodeika), Oper in vier Akten nach Ippolit Wasiliewitsch Schpaschinski (1885–1887; Libretto: I. W. Schpaschinski; Uraufführung: St. Petersburg 1887)
- Pique Dame, Oper in drei Akten nach Puschkin op. 68 (1890; Libretto: M. und P. Tschaikowski; Uraufführung: St. Petersburg 1890)
- Jolanthe, Oper in einem Akt nach Hertz op. 69 (1891; Libretto: M. Tschaikowski; Uraufführung: St. Petersburg 1892)

Ballette
- Schwanensee, Ballett in vier Akten op. 20 (1875/1876; Libretto: Wladimir P. Begitschew und Wassili Geltzer; Uraufführung: Moskau 1877)
- Dornröschen, Ballett in drei Akten nach Perrault op. 66 (Libretto: Iwan Alexandrowitsch Wsewoloschski; Uraufführung: St. Petersburg 1890)
- Der Nussknacker, Ballett in zwei Akten nach E. T. A. Hoffmann op. 71 (Libretto: Marius Petipa; Uraufführung: St. Petersburg 1892)

Schauspielmusik
- Musik zum Schauspiel Der falsche Dmitri und Wassili Schuiski von Ostrowski: Introduktion und Mazurka (1867)
- Musik zum Schauspiel Der Barbier von Sevilla von Beaumarchais (1872)
- Musik zum Schauspiel Schneeflöckchen von Ostrowski op. 12 (1873)
- Musik zum Schauspiel Der Wojewode von Ostrowski: Monolog für Holzbläser, Harfe und Streichorchester (1886)
- Musik zum Schauspiel Hamlet für kleines Orchester op. 67a (1891)

### Orchesterwerke
Sinfonien:
- 1. Sinfonie g-Moll op. 13 „Winterträume“ (1866)
- 2. Sinfonie c-Moll op. 17 „Kleinrussische“ (1872)
- 3. Sinfonie D-Dur op. 29 „Polnische“ (1875)
- 4. Sinfonie f-Moll op. 36 [„Fatum“] (1877)
- Manfred-Sinfonie h-Moll op. 58, Sinfonie in vier Bildern nach Byron (1886)
- 5. Sinfonie e-Moll op. 64 (1888)
- 6. Sinfonie h-Moll op. 74 „Pathétique“ (1893)
- Sinfonie Es-Dur (1892), sogenannte 7. Sinfonie (Tschaikowski) o. op. (begonnen Mai 1892, abgebrochen November 1892), Skizzen verwendet für Klavierkonzert Nr. 3 op. 75 und Andante & Finale op. 79 sowie Scherzo-Fantasie op. 72, Nr. 10 (die Symphonie wurde in den 1950er Jahren von Semjon Bogatyrjew rekonstruiert und 1957 uraufgeführt)

Andere Orchesterwerke:
- Allegro vivo E-Dur für kleines Orchester (1863/1864)
- Allegro ma non tanto G-Dur für Streichorchester (1863/1864)
- Andante ma non troppo – Allegro moderato A-Dur für kleines Orchester (1863/1864)
- Agitato – Allegro c-Moll für kleines Orchester (1863/1864)
- Konzertouvertüre c-Moll (1865/1866)
- Ouvertüre F-Dur für kleines Orchester (1865), für großes Orchester (1866)
- Dänische Ouvertüre D-Dur op. 15 über die dänische Nationalhymne (1866)
- Das Gewitter, Ouvertüre e-Moll zu Ostrowskis Drama Das Gewitter op. posth. 76 (1866/1867)
- Fatum, Sinfonische Dichtung in g-Moll op. posth. 77 (1868)
- Romeo und Julia, Fantasie-Ouvertüre nach Shakespeare (1869; umgearbeitet 1870 und 1880)
- Der Sturm, Fantasie in f-Moll nach Shakespeares Der Sturm op. 18 (1873)
- Suite aus dem Ballett Der Schwanensee op. 20 (1876)
- Slawischer Marsch b-Moll op. 31 (1876)
- Francesca da Rimini, Fantasie in e-Moll nach Dante op. 32 (1876/1877)
- Suite Nr. 1 d-Moll op. 43 (1878/1879)
- Capriccio Italien op. 45 (1880)
- Serenade C-Dur für Streichorchester op. 48 (1880)
- Ouverture solennelle „1812“, Festouvertüre op. 49 (1880; Finale für Klavier solo)
- Suite Nr. 2 C-Dur op. 53 „Suite charactéristique“ (1883)
- Suite Nr. 3 G-Dur op. 55 (1884)
- Krönungsmarsch D-Dur (1883)
- Elegie zu Ehren von I. W. Samarin G-Dur (1884)
- Juristenmarsch D-Dur (1885)
- Suite Nr. 4 G-Dur op. 61 „Mozartiana“ (1887), zitiert u. a die Gigue KV 574 und das Ave verum corpus (KV 618)
- Hamlet, Fantasie-Ouvertüre in f-Moll nach Shakespeare op. 67 (1888)
- Der Wojewode, Sinfonische Ballade in a-Moll op. posth. 78 (1891)
- Suite aus dem Ballett Der Nussknacker op. 71a (1892)

Werke für Soloinstrument und Orchester:
- Konzertstück D-Dur für zwei Flöten und Streichorchester (1863/1864)
- Klavierkonzert Nr. 1 b-Moll op. 23 (1874/1875)
- Sérénade mélancolique b-Moll für Violine und Orchester op. 26 (1875)
- Rokoko-Variationen A-Dur für Violoncello und Orchester op. 33 (1876/1877)
- Valse-Scherzo C-Dur für Violine und Orchester op. 34 (1878)
- Violinkonzert D-Dur op. 35 (1878)
- Klavierkonzert Nr. 2 G-Dur op. 44 (1879/1880; revidiert 1893)
- Konzertfantasie G-Dur für Klavier und Orchester op. 56 (1884)
- Pezzo capriccioso h-Moll für Violoncello und Orchester op. 62 (1887)
- Klavierkonzert Nr. 3 Es-Dur op. posth. (1893), erster Satz vollständig, zweiter und dritter Satz nur im originalen Auszug für zwei Klaviere, posthum herausgegeben als:
  - Allegro Brillante op. 75 für Klavier und Orchester (1893), herausgegeben und bearbeitet von Sergei Tanejew
  - Andante & Finale op. 79 für Klavier und Orchester (1893), instrumentiert von Sergei Tanejew

### Kammermusik
- Adagio F-Dur für Bläseroktett (1863/1864)
- Allegro c-Moll für Klaviersextett (1863/1864)
- Adagio molto Es-Dur für Streichquartett und Harfe (1863/1864)
- Allegro vivace B-Dur für Streichquartett (1863/1864)
- Andante molto G-Dur für Streichquartett (1863/1864)
- Andante ma non troppo e-Moll für Streichquartett (1863/1864)
- Allegretto E-Dur für Streichquartett (1863/1864)
- Adagio C-Dur für Bläserquartett (1863/1864)
- Allegretto D-Dur für Streichtrio (1863/1864)
- Streichquartett B-Dur in einem Satz (1865)
- Streichquartett Nr. 1 D-Dur op. 11 (1871)
- Serenade D-Dur zum Namenstag von Nikolai Rubinstein für Flöte, zwei Klarinetten, Horn, Fagott und Streichquartett (1872)
- Streichquartett Nr. 2 F-Dur op. 22 (1874)
- Streichquartett Nr. 3 es-Moll op. 30 (1876)
- Drei Stücke für Violine und Klavier „Souvenir d’un lieu cher“ op. 42 (1878; orchestriert von Alexander Glasunow)
- Klaviertrio a-Moll „À la mémoire d’un grand artiste“ op. 50 (1881/1882)
- Streichsextett d-Moll „Souvenir de Florence“ op. 70 (1890; revidiert 1891/1892)

### Klavierwerke
Klavier zu zwei Händen
- Thema und Variationen a-Moll (1863/1864)
- Sonate cis-Moll op. posth. 80 (1865)
- Zwei Stücke op. 1 (1863–1867)
- Souvenir de Hapsal op. 2 (1867)
- Valse-Caprice D-Dur op. 4 (1868)
- Romanze f-Moll op. 5 (1868)
- Valse-Scherzo A-Dur op. 7 (1870)
- Capriccio Ges-Dur op. 8 (1870)
- Drei Stücke op. 9 (1870)
- Zwei Stücke op. 10 (1871)
- Sechs Stücke op. 19 (1873)
- Sechs Stücke über ein Thema op. 21 (1873)

- Die Jahreszeiten, zwölf Charakterstücke op. 37a (1875/1876), orchestriert von Alexander Gauk; auch als op. 37b oder op. 37bis
- Marsch „Freiwillige Flotte“ C-Dur (1878)
- Große Sonate G-Dur op. 37 (1878)
- Kinderalbum (Jugendalbum) op. 39 – 24 leichte Stücke (1878)
- Zwölf Stücke op. 40 (1878)

- Sechs Stücke op. 51 (1882)
- Impromptu-Caprice G-Dur (1884)
- Dumka, ukrainische Dorfszene c-Moll op. 59 (1886)
- Walzer-Scherzo A-Dur (1889)
- Impromptu As-Dur (1889)
- Avei passionné e-Moll (1891?), Herkunft umstritten
- Militärmarsch B-Dur (1893)
- Achtzehn Stücke op. 72 (1892)
- Nicht der Wind die Zweige rüttelt, Klaviersatz zu dem Volkslied (1893)

Klavier zu vier Händen
- Fünfzig russische Volkslieder (1868/1869)

### Vokalinstrumentale Werke
Singstimme und/oder Chor und Orchester
- Auf den kommenden Schlaf für gemischten Chor und Orchester c-Moll (1863/1864)
- An die Freude, Kantate für Solostimmen, Chor und Orchester nach Schiller (1865)
- Kantate zum Gedächtnis des 200. Geburtstages Zar Peter des Großen für Tenor, gemischten Chor und Orchester (1872)
- Kantate zum 50-Jahr-Jubiläum von O. A. Petrow für Tenor, gemischten Chor und Orchester nach N. A. Nekrassow (1875)
- Moskau, Krönungskantate für Mezzosopran, Bariton, gemischten Chor und Orchester nach Maikow (1883)

Lieder
- Mein Genius, mein Engel, mein Freund – Fet (vor 1860)
- Semphiras Lied – Puschkin (Anfang der 1860er)
- Sechs Romanzen op. 6 (1869; die sechste Romanze basiert auf einer Übersetzung aus Goethes Wilhelm Meisters Lehrjahre ins Russische durch Lew Alexandrowitsch Mei)
- So schnell vergessen – Apuchtin (1870)
- Sechs Romanzen op. 16 (1875)
- Nimm mein Herz – Fet (1873)
- Sechs Romanzen op. 25 (1875)
- Sechs Romanzen op. 27 (1875)
- Sechs Romanzen op. 28 (1875)
- Ich wollt’, meine Schmerzen ergössen sich – Mey nach Heine (1875)
- Nicht lange mehr wandeln wir – Grekow (1875)
- Sechs Romanzen op. 38 (1878)
- Sechs Duette op. 46 (1880)
- Sieben Romanzen op. 47 (1880)
- Romeo und Julia, Szene mit Duett (1881), 1893 beendet und instrumentiert von S. Tanejew
- Sechzehn Kinderlieder op. 54 (1883)
- Sechs Romanzen op. 57 (1883)
- Zwölf Romanzen op. 60 (1886)
- Sechs Romanzen op. 63 (1887)
- Sechs Lieder op. 65 auf französischen Text (1888)
- Sechs Romanzen op. 73 auf deutschen Text (1893)

### Vokalwerke
- Auf den kommenden Schlaf für gemischten Chor c-Moll (1863/1864)
- Hymn of the Cherubim für gemischten Chor (1878)
- Chor zum 50. Jahrestag der Rechtsschule für gemischten Chor B-Dur (1885)
- Der Engel jauchzt für gemischten Chor G-Dur (1887)
- Die goldene Wolke schlief für gemischten Chor f-Moll (1887)
- Gruß an A. Rubinstein für gemischten Chor C-Dur (1889)
- Die Nachtigall für gemischten Chor D-Dur (1889)
- Nicht der Kuckuck im feuchten Fichtenwald für gemischten Chor G-Dur (1891)
- Abend für dreistimmigen Männerchor G-Dur (1881)
- Glückselig ist, wer lächelt für vierstimmigen Männerchor F-Dur (1887)
- Warum der Freuden Stimmen wehren? für Männerchor B-Dur (1891)
- Ohne Zeit für vierstimmigen Frauenchor e-Moll (1891)
- Liturgie des Heiligen Johannes Chrysostomus, 14 Nummern für gemischten Chor op. 41 (1878)
- Nachtvesper, 17 Chöre für gemischten Chor op. 52 (1881/1882)
- Neun Kirchenchöre für gemischten vierstimmigen Chor (1884/1885)
- Hymnus zu Ehren der Heiligen Cyrill und Methodius für gemischten Chor F-Dur (1885)
- Die Nacht für vier Solostimmen (SATB) mit Klavierbegleitung nach Mozarts Klavierfantasie KV 475 (1893)

### Transkriptionen und Orchestrierungen
- Der Wojewode op. 3, für Gesang und Klavier (1868)
- Der Wojewode op. 3, Potpourri für Klavier (1868)
- Der Wojewode op. 3, für Klavier zu vier Händen (1868)
- Sinfonie Nr. 2 op. 17, für Klavier zu vier Händen (1872)
- Romanze op. 16 Nr. 5, für Klavier (vor 1873)
- Klavierkonzert Nr. 1 op. 23, für zwei Klaviere (1874)
- Der Opritschnik, für Gesang und Klavier (1874)
- Melancholische Serenade op. 26, für Violine und Klavier (1875)
- Slawischer Marsch op. 31, für Klavier (1876)
- Dänische Ouvertüre op. 15, für Klavier zu 4 Händen (1878)
- Liturgie des Heiligen Johannes Chrysostomus op. 41 – für Klavier (1878)
- Orchestersuite Nr. 1 op. 43, für Klavier zu vier Händen (1878)
- Eugen Onegin, für Gesang und Klavier (1878)
- Klavierkonzert Nr. 2 op. 44, für zwei Klaviere (1880)
- Capriccio Italien op. 45, für Klavier zu 4 Händen (1883)
- Serenade op. 48, für Klavier zu 4 Händen (1880)
- Orchestersuite Nr. 2 op. 53, für Klavier zu vier Händen (1883)
- Mazeppa, für Gesang und Klavier (1883)
- Kinderlied op. 54 Nr. 5, für Gesang und Orchester (1884)
- Romanze op. 47 Nr. 7, für Gesang und Orchester (1884)
- Orchestersuite Nr. 3 op. 55, für Klavier zu vier Händen (1884)
- Moskau, für Gesang und Klavier (vor 1885)
- Pezzo capriccioso op. 62, für Violoncello und Klavier (1887)
- Die Zauberin, für Gesang und Klavier (1887)
- Andante cantabile, 2. Satz aus dem Streichquartett Nr. 1 op. 11, für Violoncello und Streichorchester (1888?)
- Nocturne op. 19 Nr. 4, für Violoncello und Orchester (1888)
- Duett op. 46 Nr. 6, für Gesang und Orchester (1888)
- Kinderlied op. 54 Nr. 5, für gemischten Chor a cappella (1889).
- Pique Dame op. 68, zwei Fassungen für Gesang und Klavier (1890)
- Jolanthe op. 69, für Gesang und Klavier (1892)
- Der Nussknacker op. 71, für Klavier (als op. 71b veröffentlicht; 1892)
- Sinfonie Nr. 6 op. 74, für Klavier zu vier Händen (1893)
- Klavierkonzert Nr. 3 op. 75, für zwei Klaviere (1893)
- Weber: Menuetto capriccioso aus der Klaviersonate op. 39 Nr. 2, für Orchester (1863)
- Beethoven: Allegro der Violinsonate op. 47, für Violine und Orchester (1863/1864)
- Beethoven: 1. Satz aus der Klaviersonate op. 13 Nr. 2, für Orchester (1863/1864)
- Schumann: Adagio und Allegro brillante (Nr. 11 und 12 der Sinfonischen Etüden op. 13), für Orchester (1863/1864)
- Gungl: Le Retour, für Orchester (1863/1864; unvollendet)
- Dubuque: Maria-Dagmar, für Orchester (1886)
- Dubuque: Liebeserinnerung, für Klavier zu vier Händen (1866/1867)
- Dargomyschski: Kasatschok, für Klavier (1867)
- Auber: Ergänzungen zur Oper Le domino noir (1868)
- Fünfzig russische Volkslieder, für Klavier zu vier Händen (1869)
- Rubinstein: Iwan der Schreckliche, für Klavier zu vier Händen (1869)
- Stradella: O del mio dolce ardor, für Gesang und Orchester (1870)
- Cimarosa: Terzett aus der Oper Il matrimonio segreto, für Orchester (1870?)
- Rubinstein: Don Quixote, für Klavier zu vier Händen (1871)
- Kinderlieder auf russische und ukrainische Melodien, für Gesang und Klavier (1872 und 1877)
- Haydn: Gott erhalte Franz den Kaiser, für Orchester (1874?)
- Schumann: Ballade für Heideknaben op. 122 Nr. 1, für Sprecher und Orchester (1874)
- Liszt: Der König von Thule, für Gesang und Orchester (1874)
- Gaudeamus igitur, für Männerchor mit Klavierbegleitung (1874)
- Mozart: Figaros Hochzeit, Änderungen einiger Rezitative (1875)
- Dargomyschski: Die goldene Wolke schlief, für Gesangsterzett (STB) und Orchester (1876)
- Glinka: Slawsja (Chor aus Ein Leben für den Zaren), für Unisono-Chor und Streichorchester (1883)
- Laroche: Fantasie-Ouvertüre aus Marmosina, für Klavier und Orchester (1888)
- Menter: Ungarische Zigeunerweisen, für Klavier und Orchester (1892/1893)
- Valse-Scherzo C-Dur op. 34, für Violine und Klavier
- Liszt: Orchestrierung des Klavierkonzerts im ungarischen Stil

### Fragmente und verlorene Werke
- Anastasie-Valse für Klavier (1854), verloren
- Mezza notte, Lied für hohe Stimme auf italienischen Text (Anfang der 1860er), verloren
- Nah dem Flusse, nah der Brücke für Klavier (1862), verloren
- Die Römer im Colosseum, Schauspielmusik (1863/1864), verloren
- Boris Godunow, Schauspielmusik zu einer Szene nach A. S. Puschkin (1863/1864), verloren
- Oratorium für Solostimmen, gemischten Chor und Orchester (1863/1864), verloren
- Allegro f-Moll für Klavier (1863/1864), Skizzen
- Charaktertänze, als „Tänze und Landmädchen“ in die Oper Der Wojewode aufgenommen (1865), verloren
- Eine verwickelte Geschichte, Schauspielmusik zum Lustspiel P. S. Fedorows (1867), verloren
- Der Wojewode, Oper in drei Akten nach A. N. Ostrowski op. 3 (1867/1868; Libretto: A. N. Ostrowski und P. I. Tschaikowski; Uraufführung: Moskau 1869), erhalten sind: Ouvertüre, Zwischenaktmusik und Ballettmusik, rekonstruiert von P. A. Lamm und W. J. Schebalin
- Undine, Oper in 3 Akten (1869; Libretto: W. A. Sollogub; Uraufführung der Fragmente: Moskau 1870), vernichtet, einige Teile in anderen Kompositionen verwendet
- Mandragora, Oper nach S. A. Ratschinski (1869/1879), erhalten ist nur der „Chor der Blumen und Insekten“ für Chor und Orchester
- Natur und Liebe für zwei Soprane, Alt, Frauenchor und Klavier Ges-Dur (1870), verloren
- Die blauen Frühlingsaugen, Lied nach Heine (1873), verloren
- Trauermarsch auf Motive aus der Oper Der Opritschnik für Klavier (1877), verloren
- Die Fee, Schauspielmusik zum Bühnenstück von O. Felier, Wiegenlied und Walzer (1879), verloren
- Montenegro, Musik zum lebenden Bild „Verlesung des Manifestes zur Kriegserklärung Rußlands an die Türkei“, für kleines Orchester (1880), verloren
- Kantate für vierstimmigen Frauenchor a cappella (1880).
- Romeo und Julia, Oper nach Shakespeare (Anfang der 1880er), begonnen wurde nur ein Duett von Romeo und Julia, das stellenweise auf Musik der gleichnamigen Orchesterfantasie basiert, Vollendung des Duetts durch Sergei Tanejew (1894)
- Konzertstück für Flöte und Orchester (1883), einige Themen
- Dornröschen, Suite für Orchester (1889/1890), Skizzen
- Sinfonie Es-Dur (1891/1892), unvollendet, nur der erste Satz instrumentiert, Sätze 1, 2 und 4 op. 75 und op. 79, 3. Satz Scherzo-Fantasie op. 72 Nr. 10 für Klavier, instrumentiert (1955) von S. Bogatyrijew und als Sinfonie Nr. 7 herausgegeben
- Momento lirico (Impromptu) für Klavier As-Dur (1892/1893), vollendet von Sergei Tanejew
- Frühling, Frauenchor a cappella, verloren

## Rezeption
Nach ihm benannt ist einer der wichtigsten internationalen Wettbewerbe für junge Musiker, der alle vier Jahre in Moskau ausgetragen wird, der Tschaikowski-Wettbewerb.
Das Tschaikowski-Museum in Klin, eröffnet 1894, ist die älteste Musiker-Gedenkstätte Russlands.
In Russland wurde die Stadt Tschaikowski und im ukrainischen Kiew die Nationale Musikakademie der Ukraine Peter Tschaikowski nach ihm benannt. Ferner tragen der Asteroid (2266) Tchaikovsky und der Mount Tchaikovsky auf der Alexander-I.-Insel in der Antarktis seinen Namen.
Tschaikowski wird im Rock-’n’-Roll-Klassiker Roll Over Beethoven (1956) und in diversen Rocksongs erwähnt, z. B. Let There Be Rock von AC/DC (1977) oder Disco in Moskau von den Toten Hosen (1986).
Er wurde auf einer modernen russischen Goldmünze verewigt.
Hunderte von Briefen Tschaikowskis, die seine Homosexualität belegen, wurden in Russland lange nicht ediert.
Die Materialien und Sammelstücke des ehemaligen Tschaikowsky-Studios (Hamburg), das von 1952 bis 1975 von Louisa von Westernhagen aufgebaut und betreut wurde, befinden sich in der Universitätsbibliothek Tübingen (Signatur: Mk 94).
In der ukrainischen Stadt Trostjanez wurde ein Pjotr-Iljitsch-Tschaikowski-Denkmal aufgestellt.
Filme
1. Tschaikowski (Чайковский, Sowjetunion 1969), Regie: Igor Wassiljewitsch Talankin mit Innokenti Michailowitsch Smoktunowski als Tschaikowski
2. Tschaikowsky – Genie und Wahnsinn (The Music Lovers, Großbritannien 1970), Regie Ken Russell, Film von Melvyn Bragg mit Richard Chamberlain als Tschaikowsky und Glenda Jackson als seine Frau.
3. Es war eine rauschende Ballnacht (Deutschland 1939), Regie Carl Froelich, Film mit Hans Stüwe als Tschaikowsky und Zarah Leander als seine Geliebte.
4. Tchaikovsky’s Wife (Frankreich 2022), Regie: Kirill Serebrennikow